# Sarıkaya, Beydağ
Sarıkaya là một xã thuộc huyện Beydağ, tỉnh İzmir, Thổ Nhĩ Kỳ. Dân số thời điểm năm 2010 là 209 người.